# Blitopertha lineata
Blitopertha lineata är en skalbaggsart som beskrevs av Fabricius 1798. Blitopertha lineata ingår i släktet Blitopertha och familjen Rutelidae. Inga underarter finns listade.